# James Child
James Child (Wakefield, 4 de julio de 1983) es un árbitro de liga de rugby inglesa Super League. Es uno  de los árbitros de la Liga de Fútbol del Rugbi.

## Trayectoria
James empezó arbitrar en la edad de 11 años como miembro del "Dewsbury & Batley Rugby League Referees' Society". Desde entonces  ha disfrutado muchos éxitos notables, habiendo arbitrado las Finales de la Challenge Cup 2006, 2007 y 2008 y el 2007 y 2008 las finales de la Super Liga. En 2008 fue designado para la Final de la Copa Mundial.
Como árbitro, su primer partido profesional fue el Gateshead Thunder contra Workington Town el 17 de abril de 2006, antes de hacer su debut de Liga el 15 de marzo de 2009 en el Wakefield Trinity Wildcats v Dragons catalans. 
El 11 de enero de 2010,  esté ascendido al RFL, equipo arbitral de élite para la Superliga CV de 2010.

## Vida personal
Es un miembro  del Dewsbury y "Batley Rugby League Referees' Society".
Combina su función como árbitro en la Super Liga, con un trabajo como agrimensurista para el ayuntamiento de Leeds.